# Manchón Austral
Koordinaten: 60° 45′ S, 44° 44′ W

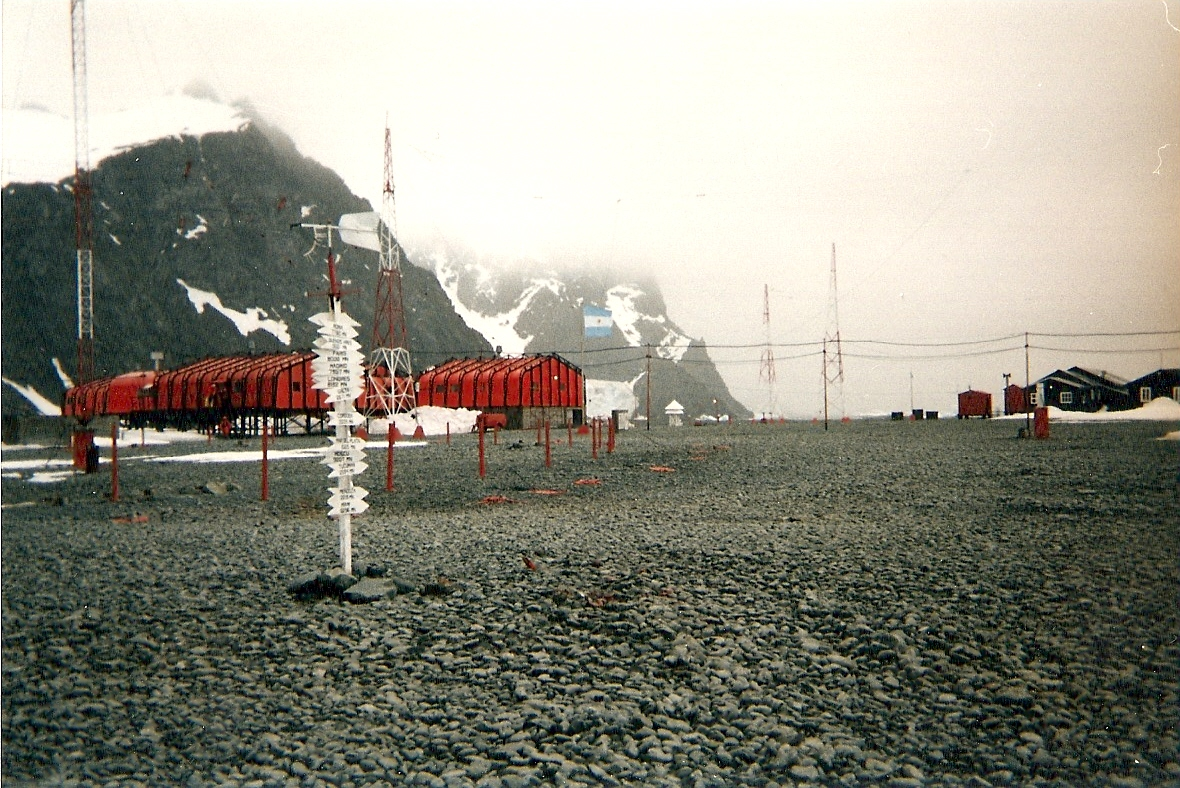
Gebäude der Orcadas-Station auf dem Manchón Austral

Der Manchón Austral (spanisch) ist ein größtenteils flacher und breiter Isthmus aus dunklem Geröll von Laurie Island im Archipel der Südlichen Orkneyinseln. Er trennt die Kopfenden der Uruguay Cove und der Scotia Bay. Der Landstreifen ist Standort der argentinischen Orcadas-Station.
Argentinische Wissenschaftler benannten ihn nach der Austral, besser bekannt unter ihrem vorigen Namen Français als Schiff der Vierten Französischen Antarktisexpedition (1903–1905) unter der Leitung des Polarforschers Jean-Baptiste Charcot.